# Reithrodontomys mexicanus
Reithrodontomys mexicanus е вид бозайник от семейство Хомякови (Cricetidae).

## Разпространение
Видът е разпространен в Гватемала, Еквадор, Колумбия, Коста Рика, Мексико, Никарагуа, Панама, Салвадор и Хондурас.